# Le Perthus
Le Perthus (in catalano El Pertús) è un comune francese di 598 abitanti situato nel dipartimento dei Pirenei Orientali nella regione dell'Occitania, sul confine con la Spagna.
Le Perthus è il confine più attraversato dai turisti che si recano in Spagna soprattutto in Costa Brava e a Barcellona. Grazie ad un accordo tra Francia e Spagna le forze di polizia dei due Paesi possono circolare liberamente e intervenire nel comune e nella frazione spagnola adiacente di Els Límits.

## Geografia fisica

### Posizione
Situata nella regione storica del Vallespir, ai confini con la Catalogna, è urbanisticamente fusa con il villaggio spagnolo di Els Límits, frazione di La Jonquera. Con esso condivide sia la strada principale Avenue de France (Avinguda de Catalunya nel lato spagnolo) che la Calle del Correc.

## Istruzione
Nel paese si trova l'Ecole Transfrontaliere du Perthus che serve le due comunità di Le Perthus e di Els Límits, la scuola è stata aperta nel 1931 e grazie ad un progetto pilota transfontaliero come lingue d'insegnamento obbligatorie catalano, spagnolo e francese divisi in due corsi di studio

## Distanze
- Andorra La Vella  190 km
- Parigi  879 km
- Montpellier  183 km
- Perpignano  34 km
- Gerona  63 km
- Barcellona  133 km
- Madrid  765 km

## Società

### Evoluzione demografica
Abitanti censiti